# Hotel Castelar

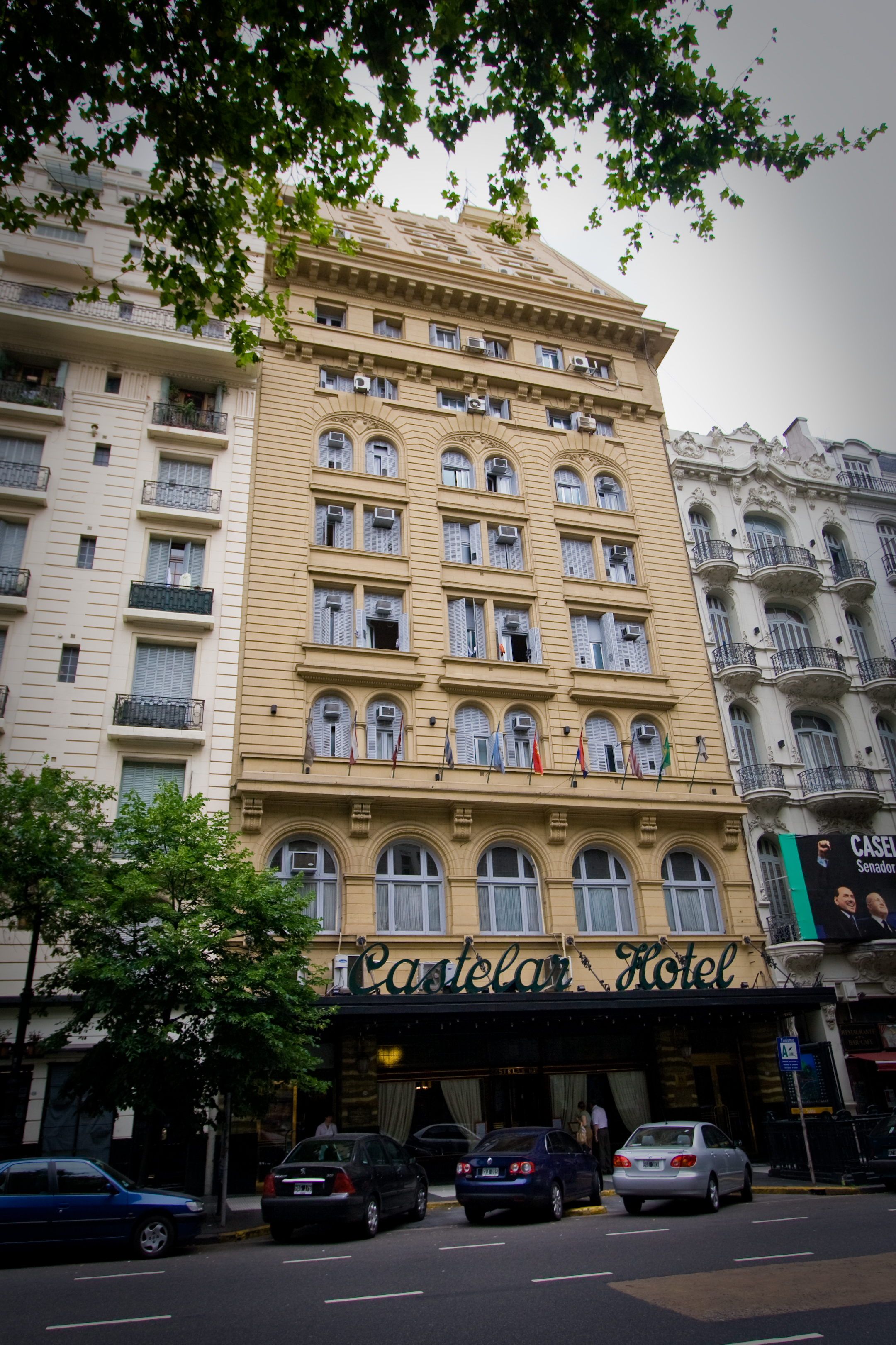
Hotel Castelar

Das Hotel Castelar ist ein Hotel in der argentinischen Hauptstadt Buenos Aires. Es befindet sich im Stadtteil Montserrat an der Kreuzung Avenida de Mayo und Avenida 9 de Julio. 
Das Hotel wurde 1928 als „Hotel Excelsior“ eröffnet. Es wurde vom italienischen Architekten Mario Palanti entworfen. Der spanische Dichter und Dramatiker Federico García Lorca wohnte hier vom Oktober 1933 bis März 1934, als sein Stück Bluthochzeit am nahegelegenen Teatro Avenida aufgeführt wurde. Sein Zimmer ist heute ein Museum. Das Hotel war auch Schauplatz des dramatischen Rücktritts von Carlos Álvarez am 6. Oktober 2000, der ein Jahr später zum Rücktritt von Präsident Fernando de la Rúa führte.